# Timberborn (jeu vidéo)
Timberborn est un jeu vidéo de gestion de type city-builder créé par Mechanistry, un développeur indépendant polonais. Le jeu prend place dans un univers post-apocalyptique où l'humanité a disparu et la nouvelle espèce désormais dotée de sapience sont des castors,.

## Système de jeu
Le joueur est placé à la tête d'une colonie de castors et doit assurer leur survie par la conservation des ressources, la planification et le développement de la colonie.
Le système de jeu repose en majeure partie sur la gestion de l'eau et sa conservation pour la survie, l'agriculture et l'industrie. Le joueur dispose de tout un panel d'options de constructions et de terraformation pour créer des réservoirs, des canaux, des barrages, des digues, des écluses afin de maîtriser les lacs et fleuves qui l'entoure.
Le jeu se décompose également sur un système de cycles comprenant plusieurs jours (en moyenne une dizaine). Dans les derniers jours de ce cycle, une catastrophe peut frapper la colonie du joueur : une sécheresse ou un empoisonnent des sources d'eau. Ces catastrophes peuvent durer de quelques jours à un mois selon la difficulté du jeu.

## Accueil

### Vente
Le jeu dépasse le million de copies vendues en septembre 2023.